# Lucas Piazon
Lucas Domingues Piazon, född 20 januari 1994, är en brasiliansk fotbollsspelare som spelar för AVS. Han spelar som anfallare och som mittfältare.

## Klubbkarriär
Piazon värvades av Chelsea i mars 2011 från Sao Paulo. Han spelade i Chelseas U21-lag som vann FA Youth Cup. Piazón debuterade i Premier League i en 8–0-vinst över Aston Villa, där han bland annat missade en straff. 
Den 31 januari 2019 lånades Piazon ut till italienska Chievo på ett låneavtal över resten av säsongen 2018/2019. Den 14 januari 2021 värvades Piazon av Braga, där han skrev på ett 4,5-årskontrakt. Den 10 mars 2022 lånades Piazon ut till brasilianska Botafogo på ett låneavtal över säsongen 2022/2023.
Den 25 juli 2024 värvades Piazon av portugisiska AVS.

## Landslagskarriär
Han har gjort flera ungdomslandskamper för Brasilien, och gjorde på 7 matcher med U15-landslaget hela 22 mål. Han var en del av det brasilianska laget som kom fyra i U17-VM 2011.